# Frontera entre el Iemen i Oman
La frontera entre el Iemen i Oman és la frontera de 288 kilòmetres que separa l'Oman del Iemen. Separa la regió omanesa de Dhofar, capital Salalah, i la regió iemenita d'Al Mahra, capital Al Ghaydah.

## Delimitació
La frontera comença al nord, al sud del Rub al-Khali, al trifini entre l'Aràbia Saudita, Oman i el Iemen. La frontera entre Aràbia Saudita i Oman segueix a l'est, entre l'Aràbia Saudita i el Iemen a l'oest. A partir d'aquest punt, la frontera segueix gairebé íntegrament una línia recta fins a l'oceà Índic, orientada vers el sud-sud-est, llevat la zona d'Habarut, vila omanesa que la frontera evita formant nombrosos colzes. La frontera terrestre acaba al Ra's Darbat Ali a l'oceà Índic. El tractat signat entre els dos països menciona l'existència d'una frontera marítima a partir d'aquest punt, d'acord amb la Convenció de les Nacions Unides sobre el Dret del Mar.

### Marcadors
La següent llista resumeix les coordenades dels punts utilitzats per delimitar la frontera:
- Punt 1 : 16° 39′ 03.83″ N, 53° 06′ 30.88″ E / 16.6510639°N,53.1085778°E
- Punt 2 : 17° 17′ 07.91″ N, 52° 48′ 44.22″ E / 17.2855306°N,52.8122833°E
- Punt 3 : 17° 17′ 40″ N, 52° 44′ 45″ E / 17.29444°N,52.74583°E
- Punt 4 : 17° 18′ 06.93″ N, 52° 44′ 33.50″ E / 17.3019250°N,52.7426389°E
- Punt 4a : 17° 18′ 08.87″ N, 52° 44′ 34.24″ E / 17.3024639°N,52.7428444°E
- Punt 4b : 17° 18′ 08.42″ N, 52° 44′ 35.57″ E / 17.3023389°N,52.7432139°E
- Punt 5 : 17° 18′ 15″ N, 52° 45′ 05″ E / 17.30417°N,52.75139°E
- Punt 6 : 17° 18′ 21″ N, 52° 45′ 02″ E / 17.30583°N,52.75056°E
- Punt 7 : 17° 20′ 59.04″ N, 52° 46′ 55.83″ E / 17.3497333°N,52.7821750°E
- Punt 8 : 19° N, 52° E / 19°N,52°E

## Història
La frontera entre Oman i el Iemen resulta del traçat pel Regne Unit, entre el sultanat d'Oman i el protectorat d'Aden aleshores colònies britàniques. El protectorat d'Aden va donar naixement el 1967 a l'estat independent República Democràtica Popular del Iemen, o Iemen del Sud. El sultanat d'Oman esdevingué independent en 1971. En els anys 1970, Oman i el Iemen del Sud tenien unes relacions difícils, il·lustrades pel soport del Iemen del Sud als rebels del Dhofar, a la frontera entre ambdós països. A començament dels anys 1980, els dos països van començar un acostament.
En 1990 el Iemen del Sud es va fusionar amb el Iemen del Nord i va formar el Iemen. Les negociacions sobre la frontera entre Oman i el nou estat acabaren en 1992. A part de Habarut, la ruta continua sent similar.